# Antistatikband

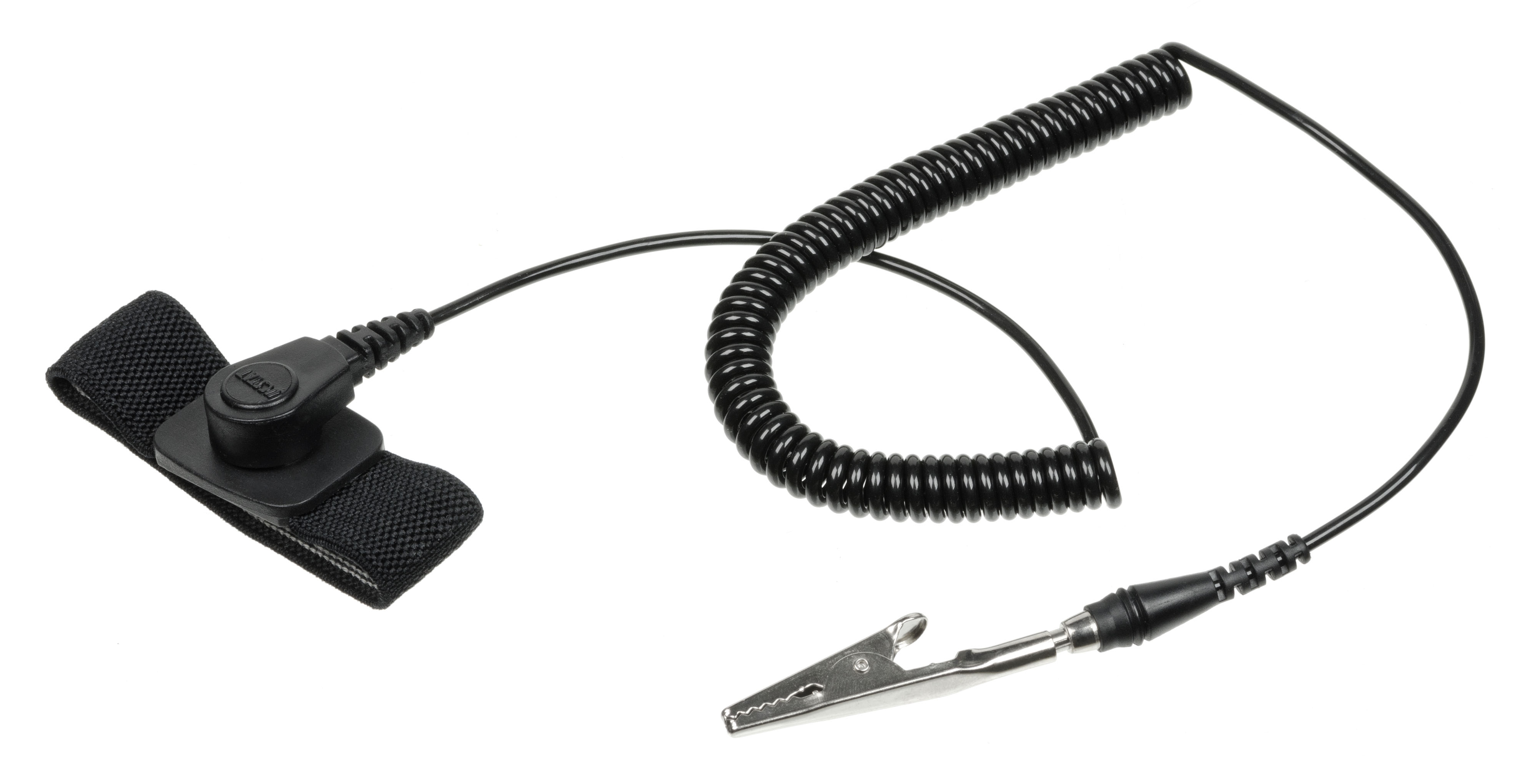
Einfaches Antistatikband mit Anschlussklemme

Ein Antistatikband, auch Handgelenkerdungsband (abgekürzt HgB) wird verwendet, um Personen zu erden und damit elektrostatische Entladungen (ESD) zu verhindern, welche integrierte Schaltungen zerstören können. Das Antistatikband wird mittels Anschlussklemme oder Stecker mit einem geerdeten Metallteil bzw. Erdungspunkt verbunden, z. B. einem Maschinenteil oder einem Erdungspunkt am Arbeitsplatz.
Das Antistatikband stellt die sicherste Form der Personenerdung im Sinne des ESD-Schutzes dar.

## Physikalischer Hintergrund
Materialien und Gegenstände laden sich unter anderem durch Trennung und Reibung elektrostatisch auf (siehe auch Reibungselektrizität), es kommt zu einem Potentialunterschied zwischen den Körpern. Wenn der Potentialunterschied groß genug ist, kann es zu einem schlagartigen Ausgleich kommen, welcher elektronische Komponenten, Bauteile, Schaltungen usw. zerstört. Für diesen schlagartigen Ausgleich benötigt es nicht unbedingt eine Berührung, ein Abstand von wenigen Millimetern kann für eine Blitzentladung ausreichen (ähnlich wie bei einem Gewitter).
So kann sich zum Beispiel ein Mensch aufladen, wenn er mit isolierenden Sohlen über einen Teppichboden läuft. Durch das Laufen auf einem Fußboden können bis zu 35.000 V Körperspannung entstehen. Beim Berühren von ESD-empfindlichen Bauteilen kommt es zu einer Beschädigung bzw. Zerstörung des Bauteils. 
Das Antistatikband stellt eine wirksame Möglichkeit dar, um Potentialunterschiede zwischen Mensch und empfindlicher Elektronik zu verhindern, da die Potentialdifferenz sich kontrolliert ausgleicht.

## Aufbau, Funktionsweise und Anwendungen

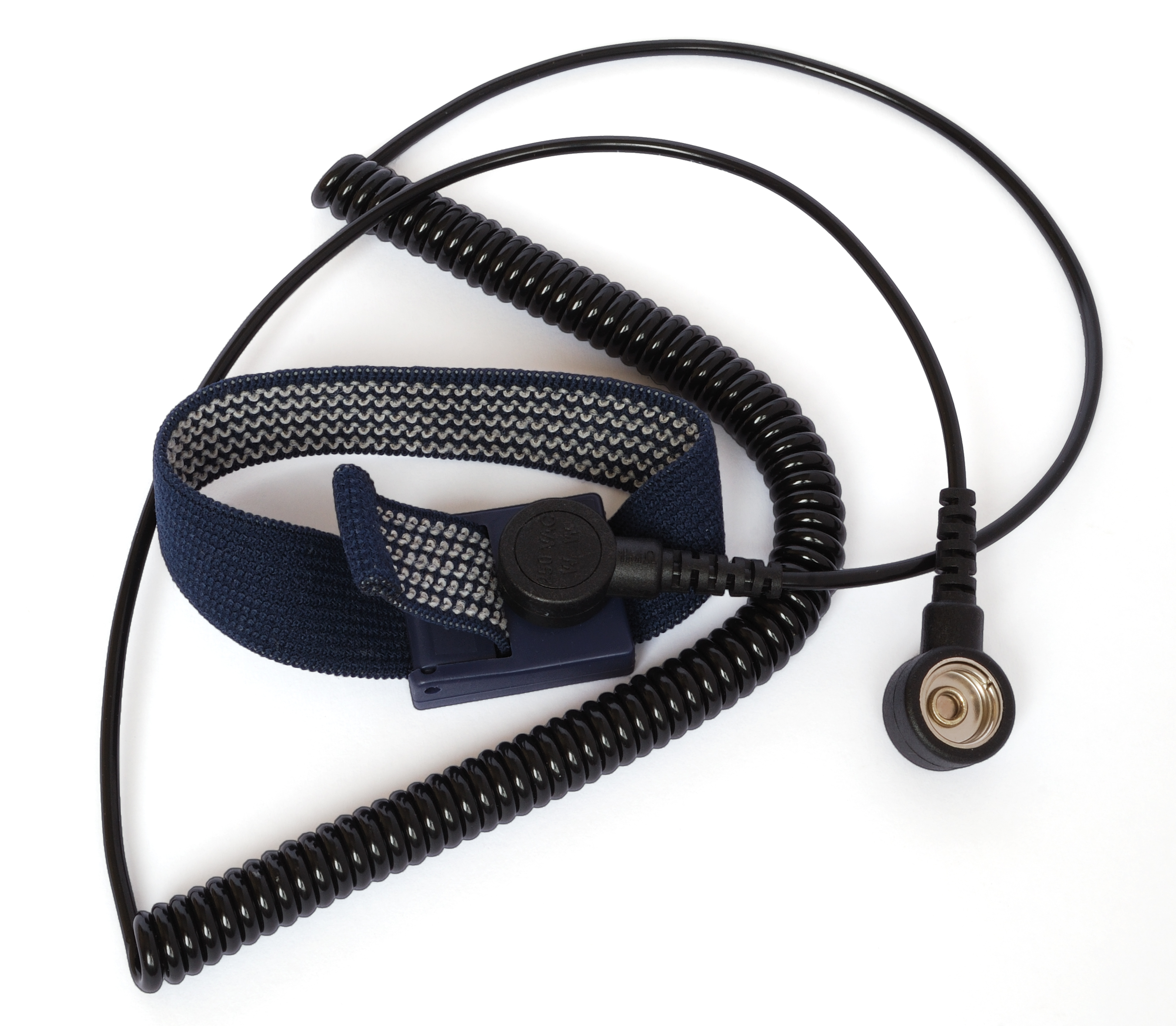
Antistatikband mit Erdungsanschluss

Anwendung finden Antistatikbänder überall dort, wo elektrostatische Entladungen schädlich sind, beispielsweise bei der Bestückung von Platinen mit elektronischen Bauteilen oder dem Zusammenbau von ganzen Baugruppen. Ebenso sollte auch bei der De-/Montage eines Computers oder anderer Geräte mit hochintegrierten Schaltungen ein Antistatikband getragen werden, sofern nicht andere Maßnahmen zur Verhinderung von ESD getroffen wurden, wie zum Beispiel antistatische Schuhe. Bei fehlenden ESD-Schutzmaßnahmen werden empfindliche Bauteile vorgeschädigt bzw. zerstört. 
Das Antistatikband sorgt dafür, dass über einen hohen Widerstand (Nennwert von 1 MΩ gemäß VDE-Norm) jegliche Ladung abfließen kann und somit kein Potentialunterschied (d. h. elektrische Spannung) auftreten kann. Dieser eingebaute Widerstand verhindert, dass beim Kontakt mit gefährlichen Spannungen größere Ströme durch den Träger zur Erde fließen können (siehe Berührstrom). Als Ersatz für ein Antistatikband ist ein einfaches Kabel ungeeignet, da es einen zu geringen Widerstand hat und dem Träger schwere Verletzungen drohen.